# Selección masculina de hockey sobre pasto de México
La selección masculina de hockey sobre pasto de México es el equipo nacional que representa a México en las competiciones internacionales masculinas de hockey sobre césped.

## Resultados

### Juegos Olímpicos
- México 1968 16.º
- Múnich 1972 16.º

### Juegos Panamericanos
- Winnipeg 1967: 6.º
- Cali 1971: 2.º
- Ciudad de México 1975: 3.º
- San Juan 1979: 3.º
- Caracas 1983: 5.º
- Indianápolis 1987: 7.º
- Winnipeg 1999: 7.º
- Guadalajara 2011: 6.º
- Toronto 2015: 6.º

### Copa Panamericana
- La Habana 2000: 7.º
- London (Canadá) 2004: 6.º
- Santiago de Chile 2009: 6.º
- Brampton (Toronto) 2013: 6.º

### Juegos Centroamericanos y del Caribe
- La Habana 1982:
- Santiago de los Caballeros 1986:
- Ciudad de México 1990:
- Ponce 1993:
- Caracas 1998: [1]
- Puerto Rico 2002: [1]
- Santo Domingo de Guzmán 2006: 4.º[1]
- Mayagüez 2010: [1]
- Veracruz 2014: [1]